# モハンマド・アル＝ハラシャイ
モハンマド・アル＝ハラシャイ（Mohammed Al-Kharashy、1956年7月1日 - ）は、サウジアラビアの元サッカー選手、指導者。

## 来歴
1994年、1995年にサウジアラビア代表の監督を経験。キング・ファハド・カップ1995で指揮を執った。1998 FIFAワールドカップではグループステージで初戦から2連敗となり、監督のカルロス・アルベルト・パレイラが解任されたため、3試合目・南アフリカ戦で指揮を執った。